# 벤 엑스
벤 엑스(Ben X)는 벨기에, 네덜란드에서 제작된 닉 발타자르 감독의 2007년 드라마 영화이다. 마리케 피노이 등이 주연으로 출연하였고 피터 부카에르트 등이 제작에 참여하였다.

## 출연

### 주연
- 마리케 피노이
- 그레그 팀머맨스
- 세자르 드 슈터

### 조연
- 타이터스 드 부그트
- 폴 구센
- 요한 헬덴베르그
- 로라 베린덴
- 빔 반데케이버스
- 질 드 슈리이버
- 코엔 드 슈터

## 제작진
- 미술: 쿠르트 로엔스
- 배역: 건터 슈미트